# Оніксія
Оніксія (англ. Onyxia) — персонажка вигаданого всесвіту Warcraft, дочка Смертекрила і його колишньої жінки Сінтарії, вихованка авіації чорних драконів в Азероті. Як і її батько і брат Нефаріан мала людську подобу, виступаючи як дворянка Штормовію Катрана Престор. Прагнучи взяти під контроль Королівство Штормовію, вона маніпулювала конфліктом між Стонемонами та Домом шляхетних, що призвело до загибелі королеви Тіффін Рінн. Як леді Престор вона була радницею, сина короля Штормовію Варіана Рінна, Андуїна Рінна та керувала високопоставленим Болваром Фордраґоном. Оніксія була убита та обезголовлена в її лігві королем Варіаном після його повернення, коли з'явилася її справжня ідентичність, відновлюючи таким чином лінію королів Штормовію.

## Біографія

### Поза темним порталом
Незадовго до від'їзду Смертекрила вона наказала Оніксії та Нефаріану забезпечити орків Чорної Гори новою силою. Його діти погодилися це зробити.
Після від'їзду Смертекрила Оніксія та її брат-близнюк Нефаріан піднялися, щоб очолити своїх братів і відшкодувати свої численні втрати. Оніксія стала однією з наймогутніших прибічників Нефаріана. Оніксія допомагає йому з оволодінням своїми людськими особистостями, щоб працювати над поповненням чорних драконів.

### У ролі Катрани Престор
Протягом кількох років Оніксія маскується як один із найвищих вельмож у Штормовію леді Катрана Престор, не даючи людям надсилати потрібну допомогу районам, де Нефаріан, її брат, мав величезну силу і вплив. Її кінцева мета полягала в тому, щоб стати правителькою Штормовію через маніпуляції.
Війська Штормовію отримали величезну заборгованість, розширюючи військову присутність королівства через Елвіннський ліс і Тернисту долину. Масовий борг підірвав економіку королівства і позбавив гільдію каменярів своїх обіцяних нагород. Не зважаючи на довгу працю з відновлення міста каменярі залишилися розбиті, забуті чиновниками міста. Повернувшись з походу, король Варіан Рінн встановив, що Будинок шляхетних відмовлявся платити каменярам за їхню роботу у відновленні Штормовію. Рінн погодився з тим, що гонорари каменярів були надмірними, але відчував, що сума, запропонована дворянською радою, була надто незначно. У ретроспективі він зрозумів, що дворяни були під надмірним впливом Катрани Престор, і згодом підозрював, що половина з кожної сторони була поглинена Леді Престор.
Дійсно, леді Престор таємно втрутилася в перебудову міста Штормовій, змусивши дворянство бути не задоволеними майстерністю Гільдії каменярів. Тим часом робітники були розгнівані, що дворянство погрожувало затримати плату за чесну працю. Леді Престор грала на обидві боки, спонукаючи їх копати на п'ятах і ніколи не компромісувати, поки розбіжності не посилили хвилювання. Коли дворянство оголосило, що вони не будуть платити гільдію за свою роботу почалися бунти.
Цивільний конфлікт призвів до смерті королеви Тіффін Рінн. Варіан увійшов у глибоку депресію, яку Оніксія використовувала на свою користь, скориставшись станом короля, вона політично обманула його під час Третьої війни. З часом вона все більше втрачала контроль над Варіаном, тому що його прихильність до Андуїна зросла. Він почав стверджувати свою волю і відбивати летаргію. Попри заперечення Катрани, він все ж погодився зустрітися з лідером Орди, Траллом, у Тераморі за пропозицією Джайни Праудмур. Оніксія, таким чином, планувала підтвердити її контроль над королем. Вона уклала угоду з Дефіасом, щоб викрасти його, що вийшло з другої спроби. Він був доставлений до віддаленого острова, де чорний дракон здійснив ритуал, щоб приховати особистість Варіана, позбавившись його волі, сильної впевненості, яка називається Ло'Ґош, і залишивши лише маріонетку, якою легко маніпулювати.

### Викрадення Короля
Незабаром після того, як після третьої війни все трохи заспокоїлося, Варіан рушив у Терамор, щоб поговорити з леді Джайною Праудмур про відносини Орди та Альянсу. По дорозі він був викрадений силами Оніксії та доставлений на острів Алкас. На острові Алкас Варіана прив'язали до землі. Таємні постаті чаклували темну магію, викликаючи нестерпний біль, оскільки Варіан Рінн відчайдушно намагається звільнитися. У сліпучому спалаху світла він прокидається поруч з точною своєю копією. Одна його частина є сукупностею його волі та сили, друга — безвольна маріонетка. Оніксія мала намір вбити воїнів Варіана, але зупиняється з прибуттям Морґала Дарксколл та її наґи. Після чого таємні постаті та Оніксія перетворюються на драконів і б'ються з наґою, а вольовий Варіан розбиває себе і починає битися. Він намагається звільнити іншого Варіана і вимагає, щоб він знайшов зброю, але виявляє, що його двійник занадто недосвідчений, щоб правильно володіти зброєю. Інший Варіан збитий зі скелі, падає в океан і попадає в полон наґи.
Після того, як Варіан Рінн пропав під час підозрілих обставин під час подорожі до дипломатичного саміту на острів Терамор, Штормовій, як вважають, переживає стан незрозумілості. Молодому Андуїну було дано корону, щоб у королівстві Штормовію зберігався порядок за наказом королівського радника Леді Престор. Високопоставлений Болвар Фордраґон виступав як своєрідний регент Штормовію, або Верховний головнокомандувач силами Штормовію від імені короля Андуїна. Коли Магістрат Соломон дав застереження про орків Чорної Гори, що поєднувалися з чорним драконом, Болвар не знав як розпорядитися вузько розповсюдженими військами Штормовію, щоб допомогти Приозер'ю. Болвар послав Альянс авантюристів леді Престор, який знав значну частину драконів і драконів. Однак Леді Престор дуже мало думала про претензії Магістрата Соломона і не радила надавати військову допомогу. Хоча Болвар вшанував позицію Леді Престора, він не міг дозволити Соломонові залишатись без уваги й думав про компроміс. І щоб заспокоїти всі сторони Болвар, заступник авантюриста Альянсу, надав їм повноваження розв'язувати проблеми Соломона.
Коли леді Джайна Праудмур знайшла докази того, що братство Дефіаса причетне до зникнення короля Варіана і має потужного союзника в Штормовію, вона відправила докази Болвару. З їхнім новим патронатом і очевидною роллю у зникненні короля, Болвар не побачив іншого вибору, як планувати нове повстання проти Дефіасу. Поки Болвар прагнув переслідувати Дефіаса та їхніх прихильників до повернення короля Варіана, Леді Престор спробувала показати цю проблему як просто невиправдані спекуляції та витрати ресурсів Штормовію.
Оніксія контролює Болвара Фордраґона за допомогою амулета. Вона також могла використати викрадення, щоб переконати вельможі Штормовію (зокрема Болвара) не відправляти війська до Західного краю, Приозер'я та Темнодолу, намагаючись збільшити сили Братства та клану Чорної Гори у тих регіонах, які за чутками, були союзниками чорної драконової авіації й викликати хаос на всій землі людства.

### World of Warcraft
У грі World of Warcraft псевдонімом Оніксії є леді Катрана Престор, жінка, яка постійно стояла праворуч від хлопчика-короля Андуїна Рінна. Вона може бути виявлена як дракон мисливцем на драконів, і не з'являлася як гуманоїд при використанні здібності «Вистежування гуманоїдів».